# In the Fen Country
In the Fen Country è un poema sinfonico di Ralph Vaughan Williams.
Vaughan Williams completò la prima versione del poema nell'aprile 1904. Successivamente rivise il lavoro nel 1905 e nel 1907. Fu la prima composizione di Vaughan Williams che non fu ritirata.
Mentre vari resoconti del 1920 riferirono che la partitura fu perduta in quel periodo, con uno che dice "forse irrimediabilmente" e un altro "temporaneamente perduto", Alain Ranocchia nel 1991 commentò che la partitura manoscritta è nella British Library.
Descritto da Vaughan Williams come una "traccia sinfonica", ricevette la prima sotto la conduzione di Thomas Beecham nel 1909. Il pezzo è pensato per evocare sentimenti nell'attraversare spesso il desolante paesaggio delle Fens nell'Anglia orientale, illustrato dalla solista melodia iniziale, poi da ampi spazi aperti interpretati da un'ampia trama orchestrale degli archi, con un linguaggio melodico che ricorda fortemente il canto popolare inglese, e un linguaggio armonico strettamente allineato con quello di Frederick Delius nel suo linguaggio idilliaco. L'orchestrazione fu modificata nel 1935 e forse anche prima.
In the Fen Country ricevette la sua prima pubblicazione dall'Oxford University Press, postuma, nel 1969.